# Euhercodesmus helvus
Euhercodesmus helvus är en mångfotingart som beskrevs av Christoph D. Schubart 1955. Euhercodesmus helvus ingår i släktet Euhercodesmus och familjen fingerdubbelfotingar. Inga underarter finns listade i Catalogue of Life.